# Saison 2016 de l'équipe cycliste Delko-Marseille Provence-KTM
La saison 2016 de l'équipe cycliste Delko-Marseille Provence-KTM est la trente-troisième de cette équipe.

## Préparation de la saison 2016

### Sponsors et financement de l'équipe
L'enseigne de garages automobiles Delko, fondée dans les Bouches-du-Rhône, est sponsor principal de l'équipe à partir de 2016. Elle s'est engagée pour trois ans.

### Arrivées et départs
| Arrivées               | Équipe 2015                  |
| ---------------------- | ---------------------------- |
| Mikel Aristi           | Fundación Euskadi-EDP        |
| Romain Combaud         | Armée de Terre               |
| Daniel Díaz            | Funvic-São José dos Campos   |
| Leonardo Duque         | Colombia                     |
| Delio Fernández        | W52-Quinta da Lixa           |
| Fredrik Strand Galta   | Coop-Øster Hus               |
| Thierry Hupond         | Giant-Alpecin                |
| Asbjørn Kragh Andersen | Trefor-Blue Water            |
| Martin Laas            | Pro Immo Nicolas Roux        |
| Christophe Laborie     | Bretagne-Séché Environnement |
| Yannick Martinez       | Europcar                     |
| Quentin Pacher         | Armée de Terre               |

| Départs              | Équipe 2016            |
| -------------------- | ---------------------- |
| Alexandre Blain      | Madison Genesis        |
| Ignatas Konovalovas  | FDJ                    |
| Julien Loubet        | Fortuneo-Vital Concept |
| Yoann Paillot        | Océane Top 16          |
| Clément Penven       | Armée de Terre         |
| Clément Saint-Martin | Océane Top 16          |
| Grégoire Tarride     | AVC Aix-en-Provence    |

## Déroulement de la saison

### Pré-saison et début de saison
Un premier stage préparatoire à la saison 2016 est effectué par l'équipe Delko-Marseille Provence-KTM, nouvellement promue équipe continentale professionnelle, dans le Var en décembre 2015,.

## Coureurs et encadrement technique

### Effectif

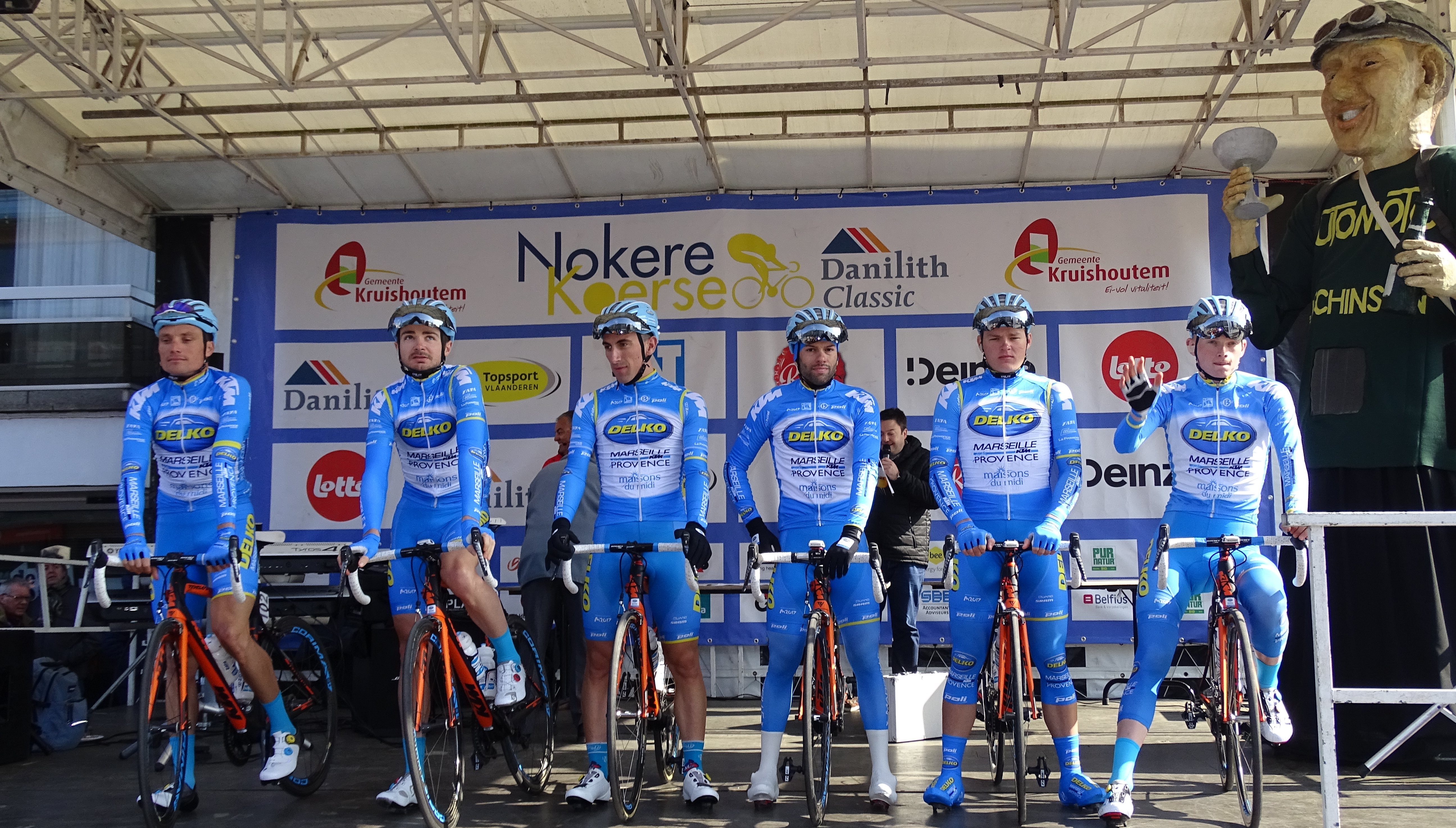
Benjamin Giraud, Christophe Laborie, Yannick Martinez, Julien El Fares, Martin Laas et Fredrik Strand Galta lors de la Nokere Koerse.

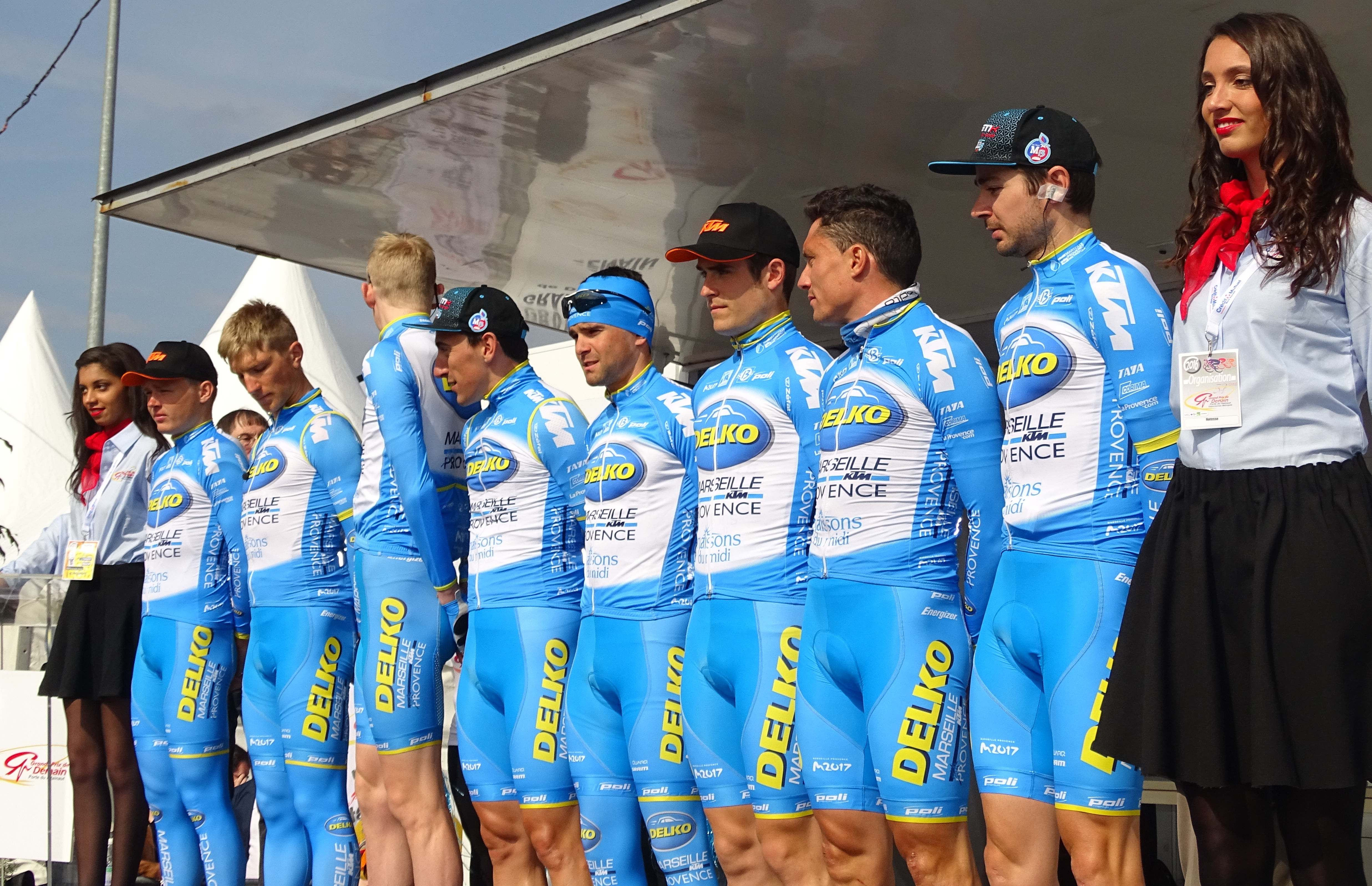
Martin Laas, Evaldas Šiškevičius, Fredrik Strand Galta, Yannick Martinez, Romain Combaud, Mikel Aristi, Benjamin Giraud et Christophe Laborie lors du Grand Prix de Denain.

| Cycliste               | Date de naissance | Nationalité | Équipe 2015                  |  |
| ---------------------- | ----------------- | ----------- | ---------------------------- |  |
| Mikel Aristi           | 28 mai 1993       | Espagne     | Fundación Euskadi-EDP        |  |
| Romain Combaud         | 1er avril 1991    | France      | Armée de Terre               |  |
| Rémy Di Grégorio       | 31 juillet 1985   | France      | Marseille 13 KTM             |  |
| Daniel Díaz            | 7 septembre 1989  | Argentine   | Funvic-São José dos Campos   |  |
| Leonardo Duque         | 10 avril 1980     | Colombie    | Colombia                     |  |
| Julien El Fares        | 1er juin 1985     | France      | Marseille 13 KTM             |  |
| Delio Fernández        | 17 février 1986   | Espagne     | W52-Quinta da Lixa           |  |
| Fredrik Strand Galta   | 19 octobre 1992   | Norvège     | Coop-Øster Hus               |  |
| Benjamin Giraud        | 23 janvier 1986   | France      | Marseille 13 KTM             |  |
| Thierry Hupond         | 10 novembre 1984  | France      | Giant-Alpecin                |  |
| Asbjørn Kragh Andersen | 9 avril 1992      | Danemark    | Trefor-Blue Water            |  |
| Martin Laas            | 15 septembre 1993 | Estonie     | Pro Immo Nicolas Roux        |  |
| Christophe Laborie     | 5 août 1986       | France      | Bretagne-Séché Environnement |  |
| Yannick Martinez       | 4 mai 1988        | France      | Europcar                     |  |
| Quentin Pacher         | 6 janvier 1992    | France      | Armée de Terre               |  |
| Evaldas Šiškevičius    | 30 décembre 1988  | Lituanie    | Marseille 13 KTM             |  |
| Stagiaire              | Date de naissance | Nationalité | Équipe 2016                  |  |
| Lucas De Rossi         | 16 août 1995      | France      | VC La Pomme Marseille        |  |
| Sofiane Merignat       | 29 avril 1997     | France      | VC La Pomme Marseille        |  |
| Thomas Vaubourzeix     | 16 juin 1989      | France      | Lupus Racing                 |  |

Portraits
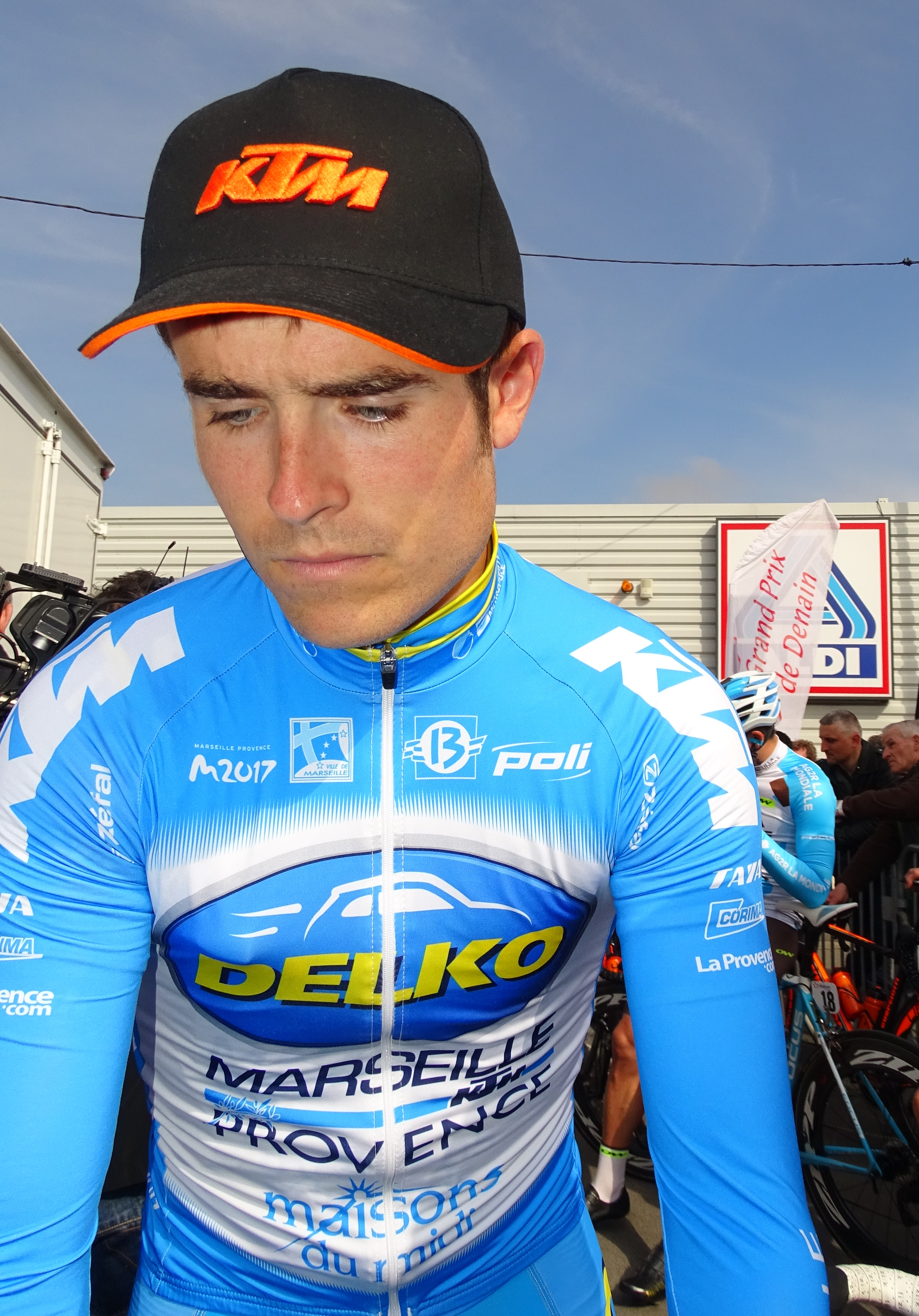
Mikel Aristi.
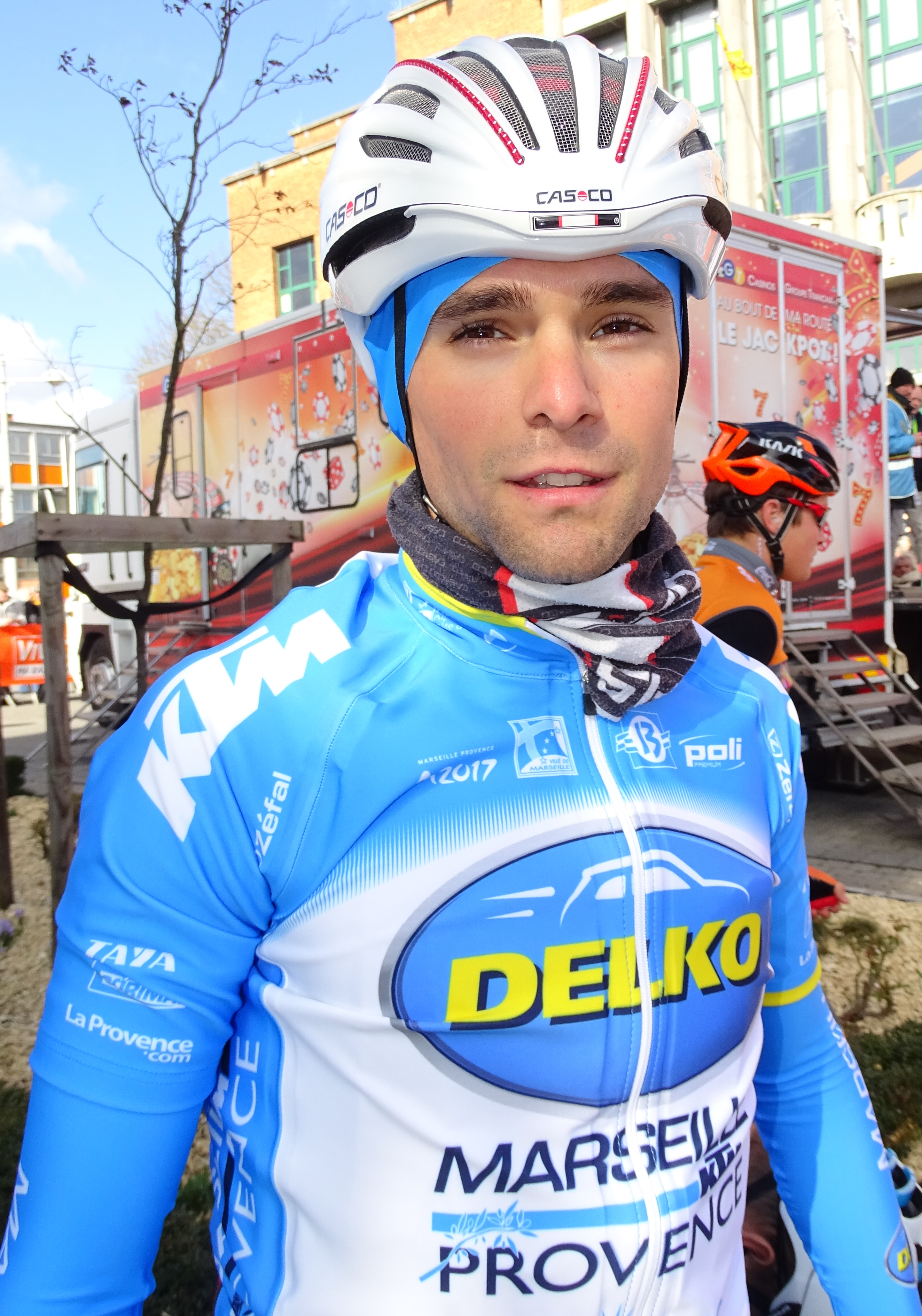
Romain Combaud.
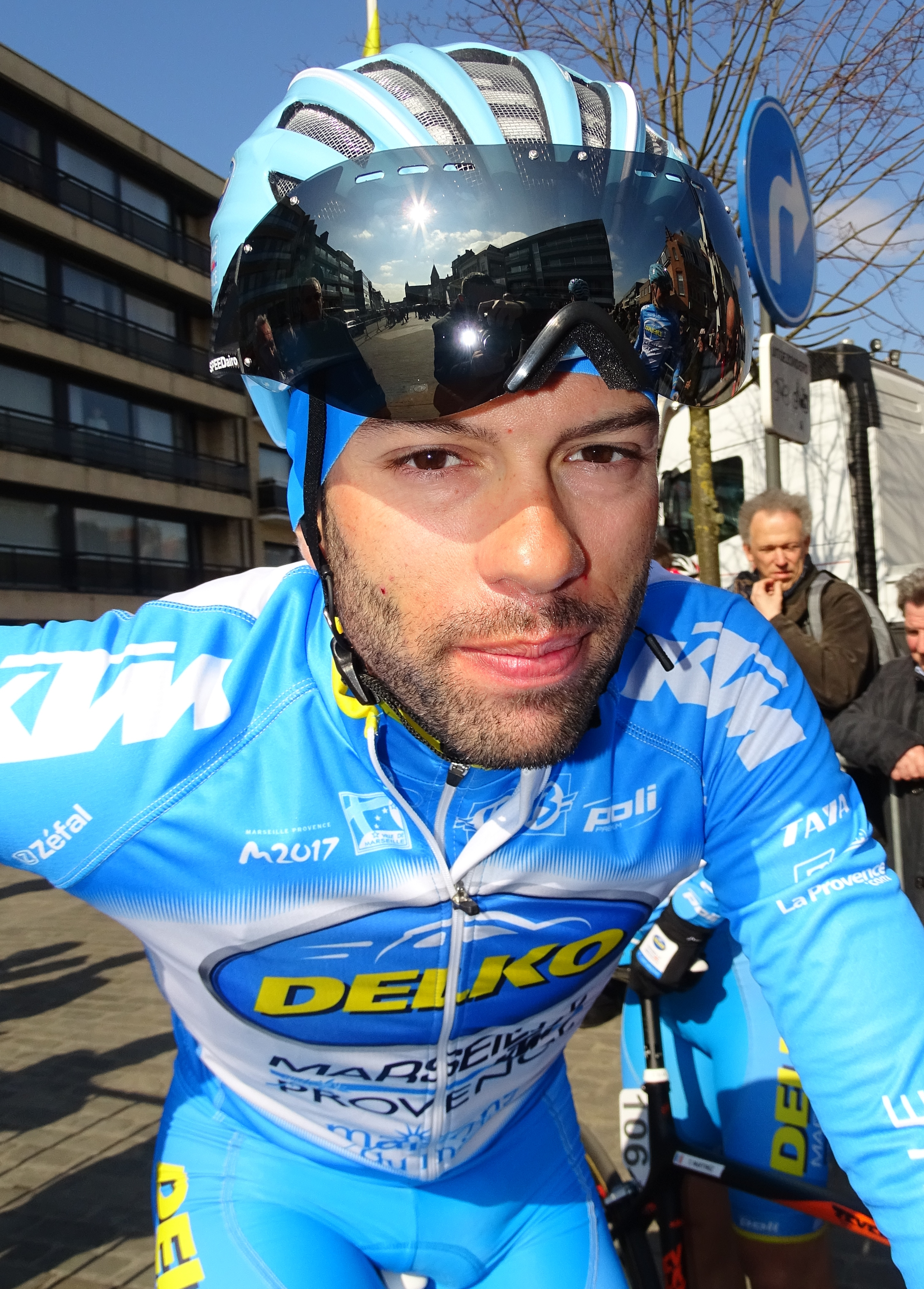
Julien El Fares.
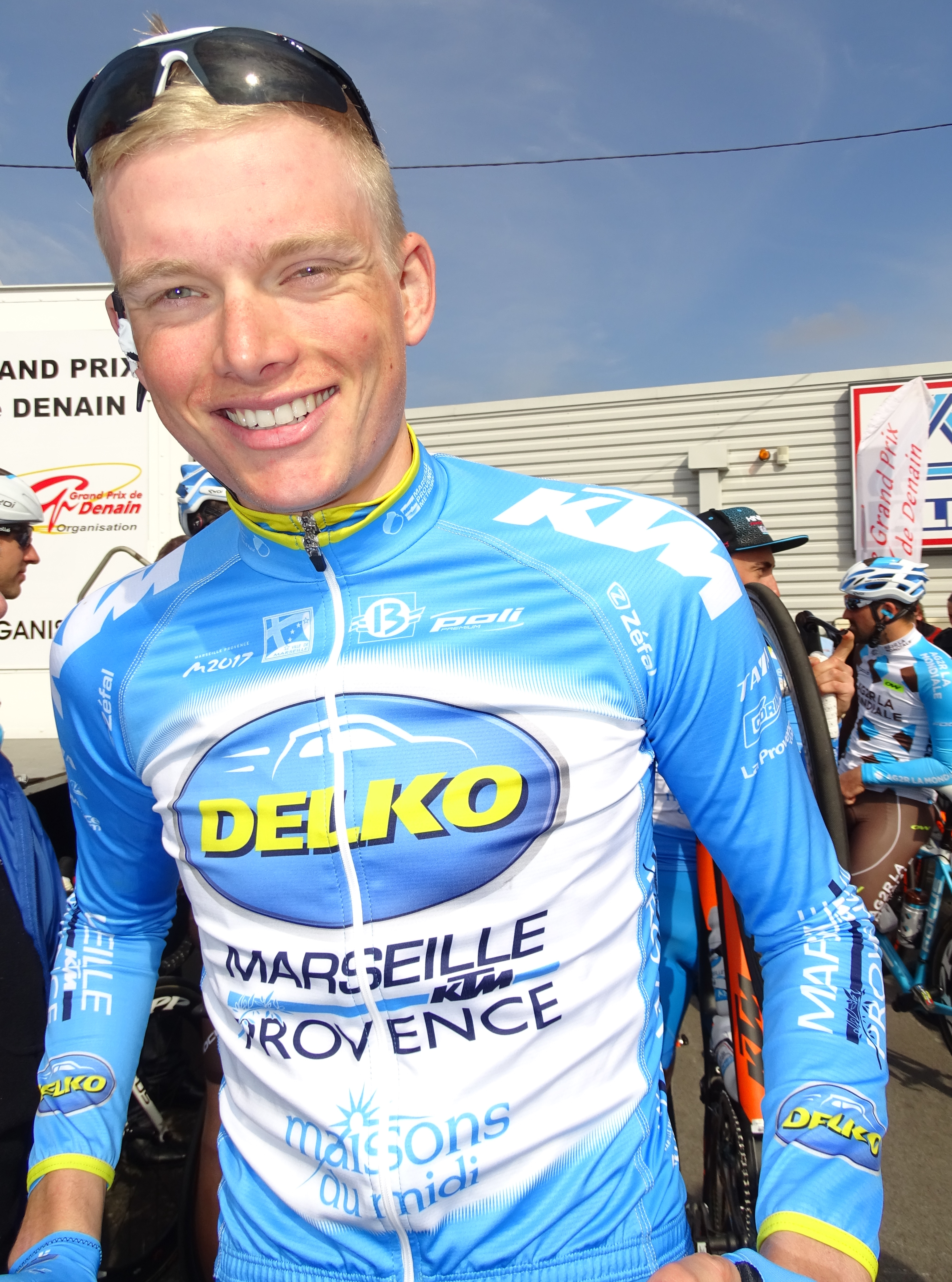
Fredrik Strand Galta.
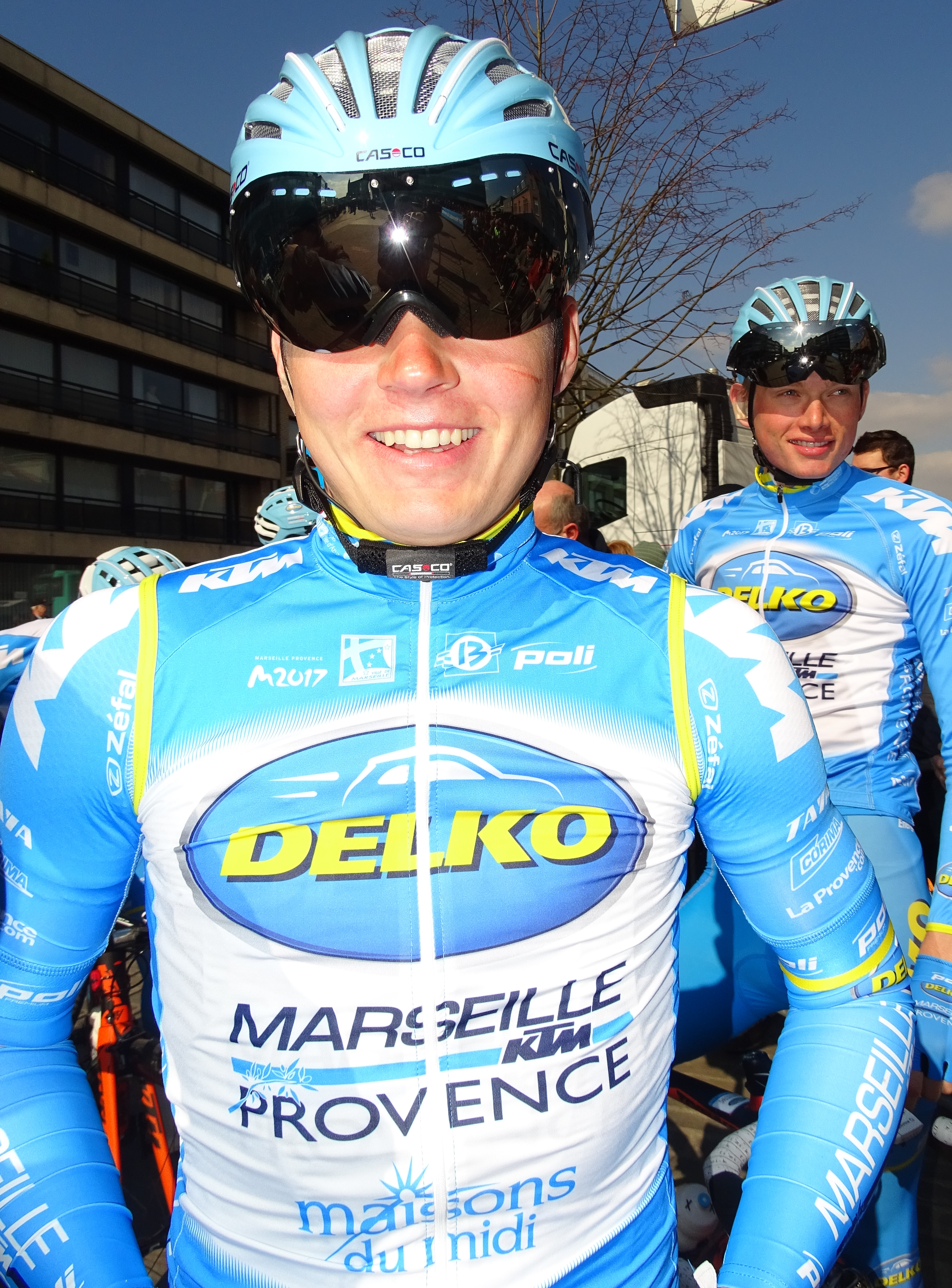
Martin Laas.
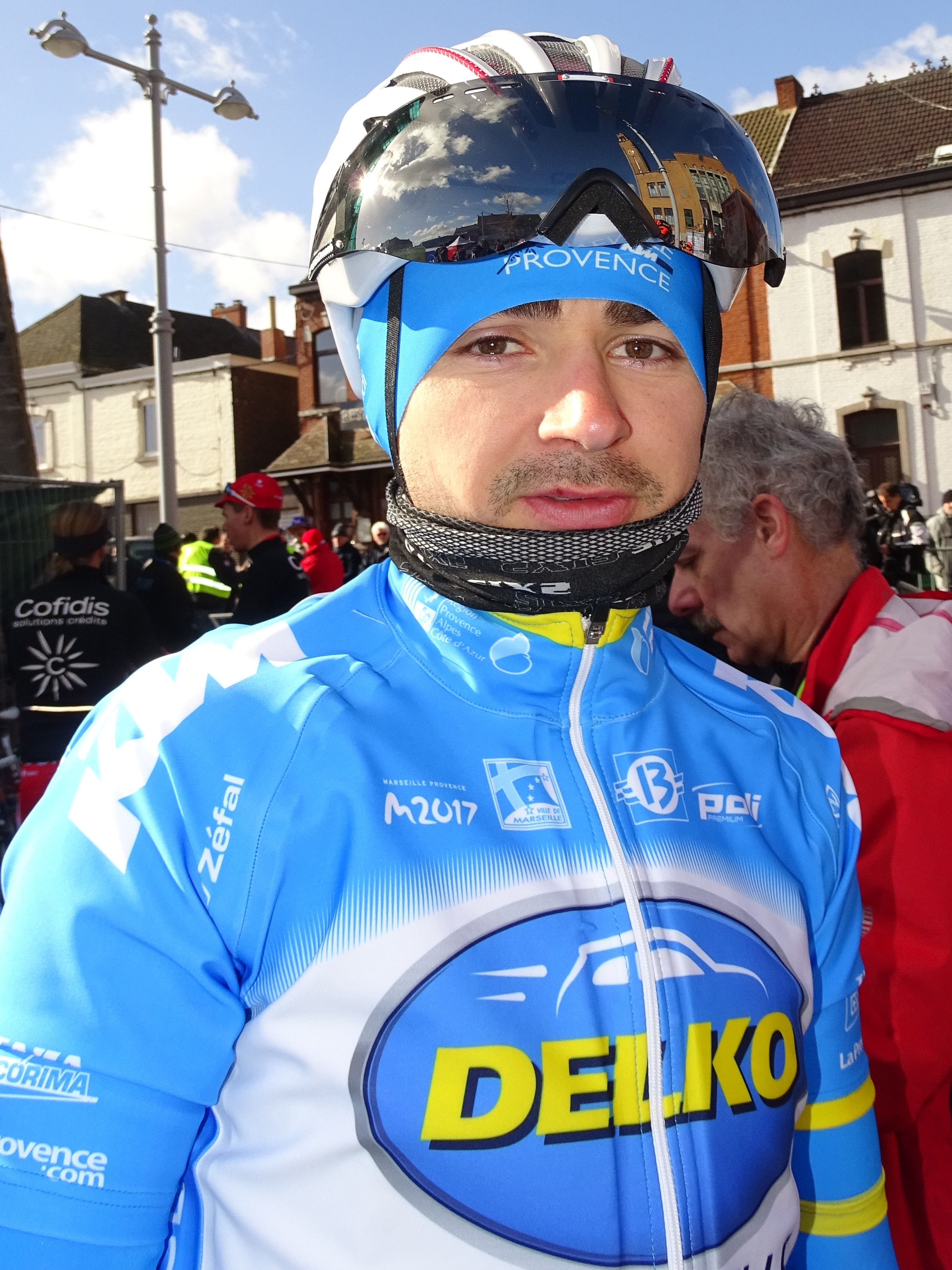
Christophe Laborie.
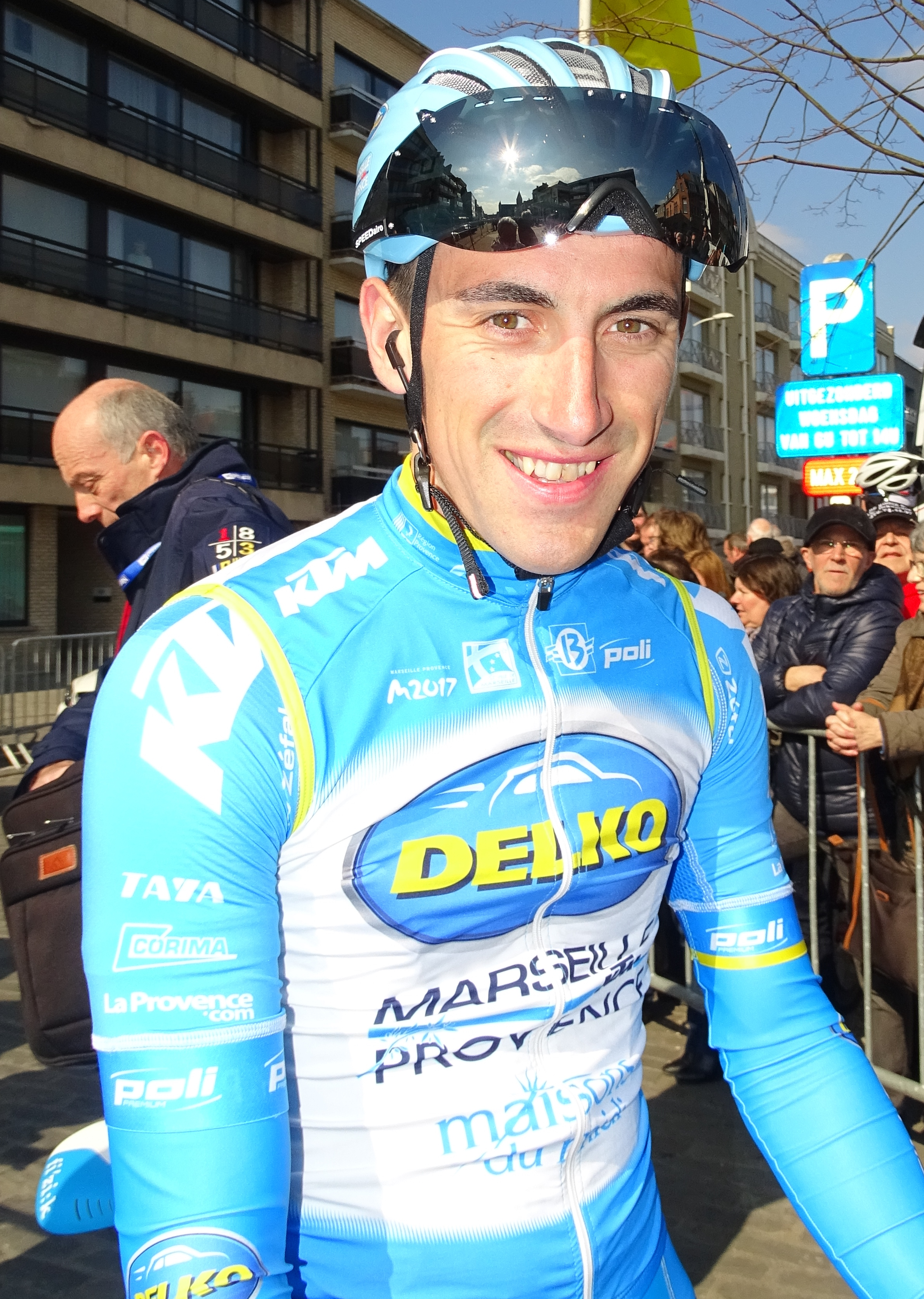
Yannick Martinez.
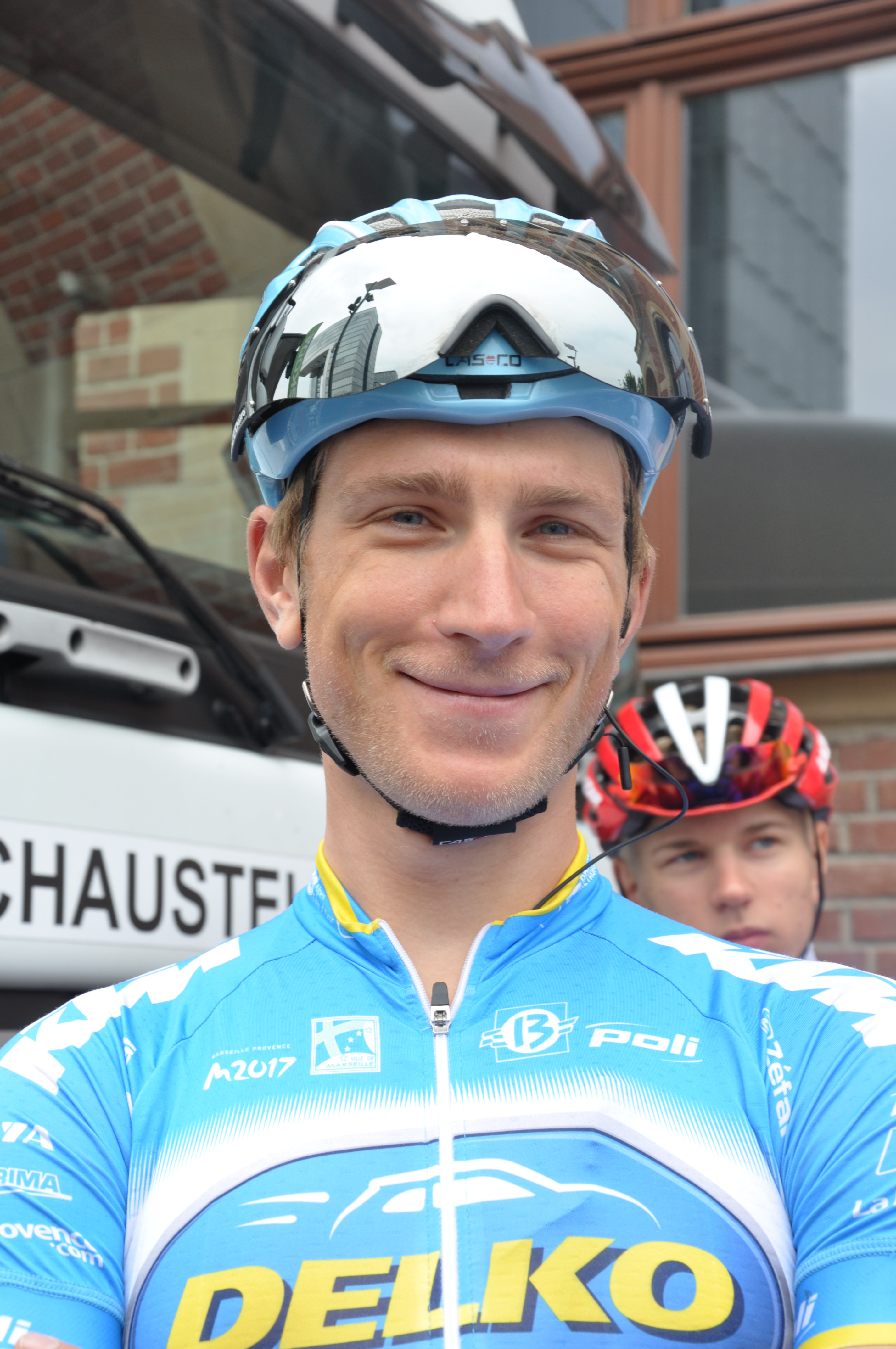
Evaldas Šiškevičius.

## Bilan de la saison

### Victoires
| Date       | Course                                  | Pays    | Classe | Vainqueur              |
| ---------- | --------------------------------------- | ------- | ------ | ---------------------- |
| 03/09/2016 | 4e étape Tour des Fjords                | Norvège | 2.1    | Asbjørn Kragh Andersen |
| 12/11/2016 | 7e étape du Tour du lac Taihu           | Chine   | 2.1    | Leonardo Duque         |
| 12/11/2016 | Classement général du Tour du lac Taihu | Chine   | 2.1    | Leonardo Duque         |

### Résultats sur les courses majeures
Les tableaux suivants représentent les résultats de l'équipe dans les principales courses du calendrier international dans lesquelles l'équipe bénéficie d'une invitation (les cinq classiques majeures et les trois grands tours). Pour chaque épreuve est indiqué le meilleur coureur de l'équipe, son classement ainsi que les accessits glanés par Delko-Marseille Provence-KTM sur les courses de trois semaines.

#### Classiques
| Classique            | Milan-San Remo | Tour des Flandres | Paris-Roubaix | Liège-Bastogne-Liège | Tour de Lombardie |
| -------------------- | -------------- | ----------------- | ------------- | -------------------- | ----------------- |
| Coureur (classement) |                |                   |               |                      |                   |

#### Grands tours
| Grand tour           | Tour d'Italie | Tour de France | Tour d'Espagne |
| -------------------- | ------------- | -------------- | -------------- |
| Coureur (classement) |               |                |                |
| Accessits            |               |                |                |